# 布尔杜尔省
布尔杜尔省（Burdur Province）是位于土耳其西南部的一个省，陆地面积6,887平方公里，首府布尔杜尔。
布尔杜尔省位于土耳其的“湖区”，其中第二大湖萨尔达湖被认为是世界上最洁净的湖之一。 